# Reino de Madagascar
O Reino Merina, ou Reino de Madagáscar, oficialmente o Reino de Imerina (c.1540-1897) foi um estado pré-colonial, ao largo da costa do Sudeste da África, que, no século XIX, dominou a maior parte do que é agora Madagascar. Espalhou-se além de Imerina, o planalto central da região, habitado principalmente pelo grupo étnico Merina com uma capital espiritual em Ambohimanga e uma capital política  a 24 quilômetros oeste, em Antananarivo, atualmente, a sede do governo para o moderno estado democrático de Madagascar. Os reis e rainhas de Merina que governaram a grande Madagascar no século XIX, foram os descendentes de uma longa linhagem de hereditária dos soberanos de Merina provenientes Andriamanelo, que tradicionalmente é creditado como o fundador do Imerina em 1540.

## História

### Conflito de Hova-Vazimba

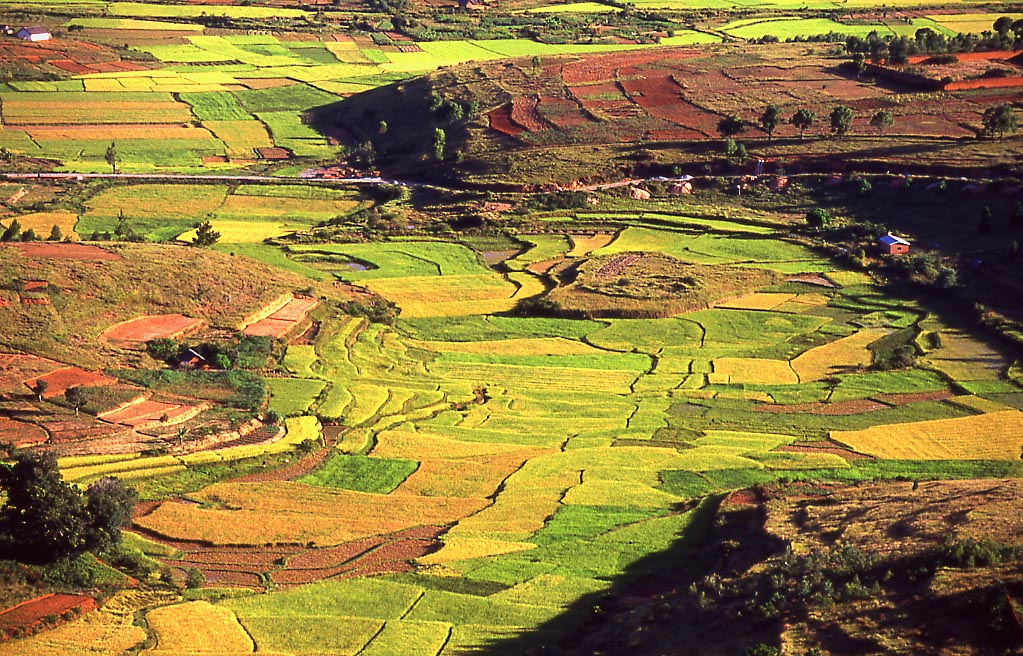
Andriamanelo declararou guerra contra os Vazimba, em um esforço para expulsá-los das terras altas.

O planalto central de Madagascar foi habitado primeiramente entre 200 AEC–300 CE pelos primeiros colonizadores da ilha, os Vazimba, que parecem ter chegado de canoa a partir do sudeste do Bornéu para estabelecer simples aldeias na ilha de florestas densas. Por volta do século XV os Hova, povo da costa sudeste, gradualmente migraram para o planalto central, onde eles estabeleceram no alto da colina, aldeias distribuídas entre as existentes dos assentamentos dos Vazimba, que eram governados por reis e rainhas locais. Os dois povos coexistiram pacificamente por várias gerações, e são conhecidos por ter se casado entre si. Desta forma, uma rainha Vazimba (sugerida em histórias orais como Rafohy ou Rangita) casou-se com um  homem Hova chamado Manelobe. Seu filho mais velho, Andriamanelo (1540-1575), quebrou essa tradição através de uma guerra efetiva para subjugar as comunidades Vazimba da região e forçá-los à submissão e igualdade aos Hova, ou fugir.
Andriamanelo foi sucedido por seu filho Ralambo (1575-1612), cuja muitas realizações duradouras e significativas, políticos e culturais, valeram-lhe um heroico e quase mítico histórico entre os maiores antigos soberanos da  história de Merina. Ralambo foi o primeiro a atribuir o nome de Imerina ("Terra do povo Merina") para os territórios do planalto central onde ele governava. Ralambo expandiu e defendeu o Reino de Imerina através de uma combinação de diplomacia e bem-sucedida e ação militar auxiliado pela aquisição das primeiras armas de fogo em Imerina por meio do comércio com os reinos da costa. Impondo uma capitação de impostos pela primeira vez (o vadin-aina, ou "preço de seguro de vida"), ele foi capaz de dar o primeiro passo para o exército real de Merina e estabeleceu unidades de ferreiros e ourives para equipá-los. Ele era conhecido também por ter repelido uma tentativa de invasão por um exército de poderosos da costeira ocidental, os Betsimisaraka. de Acordo com a história oral, os selvagens animais de gado, que percorriam as terras altas foram domesticados pela primeira vez para alimentos em Imerina sob o reinado de Ralambo, e ele introduziu a prática e estilo da construção de curral de bovinos, , bem como a tradicional cerimônia do fandroana (o "Banho Real"), para celebrar a sua descoberta culinária.
Ao suceder seu pai, Andrianjaka (1612-1630) liderou uma bem-sucedida campanha militar para capturar a principal fortaleza Vazimba no reduto do planalto, sobre a colina de Analamanga. Lá ele criou a fortificação (rova), que forma o coração de sua nova capital, a cidade de Antananarivo. Sobre sua ordens, as primeiras estruturas dentro dessa fortificação (conhecido como o Rova de Antananarivo) foram construídos: várias casas reais tradicionais foram construídas, e os planos para uma série de túmulos reais foram concebidos. Estes edifícios tomaram um duradouro significado  político e espiritual, assegurando a sua preservação, até ser destruído por um incêndio em 1995. Andrianjaka obteve um considerável suprimento de armas de fogo e pólvora, materiais que o ajudou a estabelecer e preservar o seu domínio e expandir seu reinado sobre a grande Imerina.

### Expansão da soberania
A vida política na ilha a partir do século XVI, foi marcada por conflitos esporádicos entre os reinos de Merina e os Sakalava, proveniente das incursões de Sakalava para obter de escravos em Imerina.

### A divisão e a guerra civil
Rei Andriamasinavalona dividiu o reino que foi governado por seus quatro filhos favoritos, produzindo uma persistente fragmentação e guerras entre principados em Imerina. Ele estendeu as fronteiras do reino para a sua maior medida histórica, antes da fragmentação do reino.[carece de fontes?]

### Reunificação
Foi a partir deste contexto, em 1787, que o Príncipe Ramboasalama, sobrinho do Rei Andrianjafy de Ambohimanga (um dos quatro reinos de Imerina) expulso por seu tio, assumiu o trono sob o nome de Andrianampoinimerina. O novo rei usou tanto de diplomacia quanto dee força para reunir Imerina com a intenção de trazer todos de Madagascar sob o seu governo.

### Reino de Madagáscar

Bandeira da rainha Ranavalona III

Este objectivo foi amplamente realizado por seu filho, Radama I, que foi o primeiro a admitir regularmente missionários Europeus e diplomatas em Antananarivo.
O reinado de 33 anos da Rainha Ranavalona I, a viúva de Radama I, caracterizava-se por uma luta para preservar o isolamento cultural de Madagascar da modernidade, especialmente representado por franceses e Britânicos. Seu filho e herdeiro, o Rei Radama II, assinou o impopular Lambert Charter, dando ao empresário francês Joseph-François Lambert direitos exclusivos para muitos recursos da ilha. Suas políticas liberais irritaram a aristocracia, no entanto, o Primeiro-Ministro Rainivoninahitriniony tinha o Rei sufocado em um golpe de estado. Esta revolução  aristocrata viu Rasoherina, a rainha-viúva, colocada sobre o trono após a sua aceitação de uma monarquia constitucional que deu maior poder ao Primeiro-Ministro. Ela substituiu o titular Primeiro-Ministro, com o seu irmão, Rainilaiarivony, que manteve o papel por três décadas e casou-se com cada sucessiva rainha. O próximo soberano, Ranavalona II, convertendo a nação ao Cristianismo e tinha todos os sampy (talismãs reais ancestrais) queimados em uma exibição pública. A última  soberana Merina, a Rainha Ranavalona III, aderiu ao trono aos 22 anos de idade e foi exilada na Ilha da Reunião e, mais tarde, Argélia francesa seguindo a colonização francesa da ilha, em 1896.

### Colonização francesa

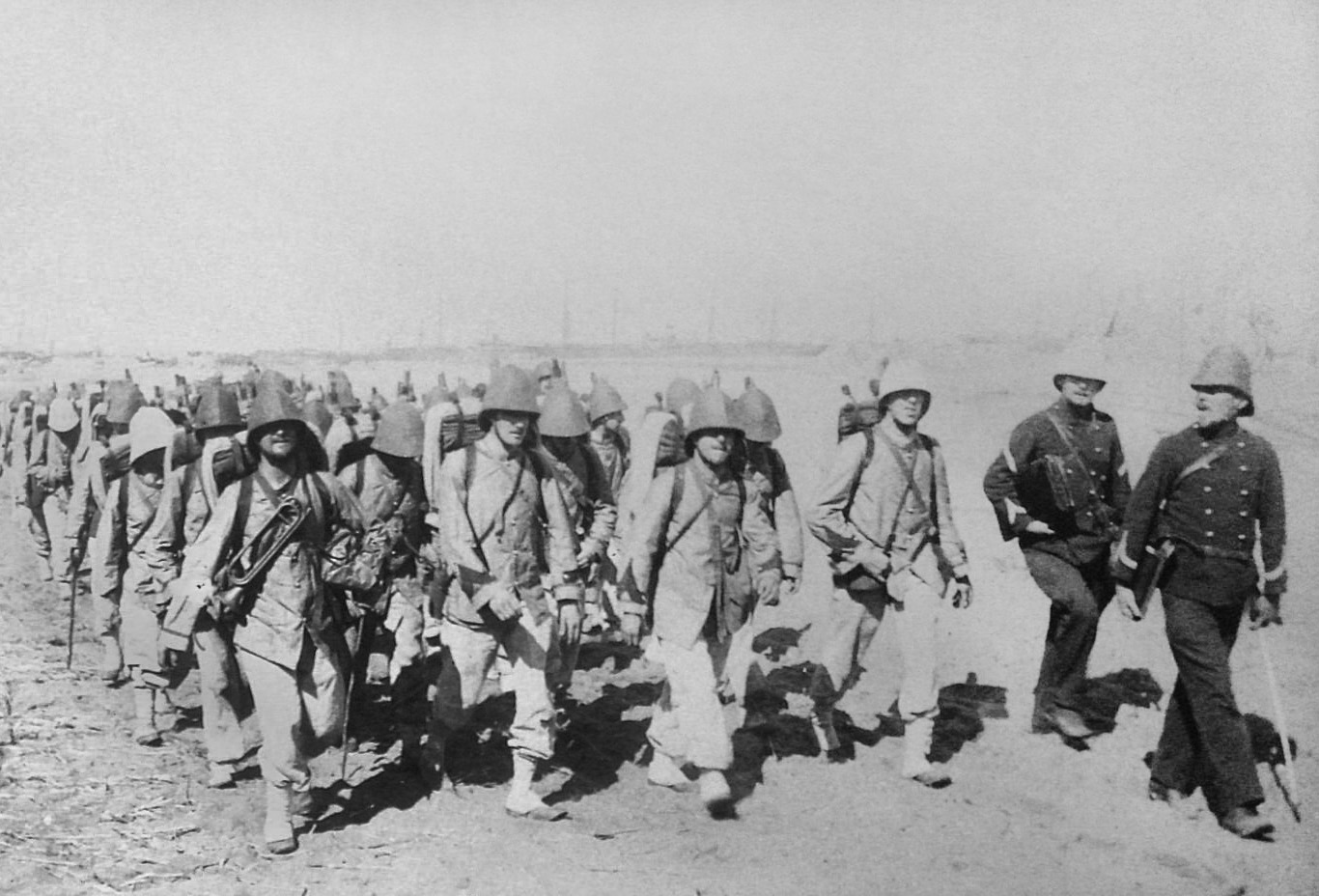
Pouso do 40ª Battaillon de Chasseur à Pieds em Majunga, entre 5 e 24 de Maio de 1895.

Irritada pelo cancelamento do Lambert Charter e procurando restaurar a propriedade tomada de cidadãos franceses, a França invadiu Madagáscar, em 1883, no que ficou conhecido como o Primeira Guerra Franco-Hova (Hova referindo-se a andriana). Com o final da guerra, Madagascar cedeu Antsiranana (Diégo Suarez) na costa norte para a França e pagou 560,000 francos para os herdeiros de Joseph-François Lambert. Enquanto isso, na Europa, diplomatas de divisão do continente Africano, assinaram um acordo segundo o qual a grã-Bretanha, a fim de obter o Sultanato de Zanzibar, cedeu seus direitos sobre a ilha de Heligolândia ao Império alemão e renunciou a todas as reivindicações de Madagascar em favor da França. O acordo anunciava o mal para a monarquia primitiva de Madagascar. O primeiro-Ministro Rainilaiarivory tinha conseguido jogar a Grã-Bretanha e a França uma contra o outra, mas agora a França poderia se intrometer, sem medo de represálias da grã-Bretanha.
Em 1895, uma flying-column francesa desembarcou em Mahajanga (Majunga) e marchou pelo caminho do Rio Betsiboka para a capital, Antananarivo, pegando as defesas da cidade de surpresa, já que eles esperavam um ataque muito mais perto da costa leste. Vinte soldados franceses morreram em combate, enquanto 6,000 morreram de malária e outras doenças, antes da Segunda Guerra Franco-Hova acabar. Em 1896, o Reino de Merina foi colocado sob protetorado francês como o Protectorat français de Madagascar e, em 1897, o Parlamento francês votou decidindo anexar a ilha como uma colônia, efetivamente acabando com a soberania Merina.

## Geografia

### Organização espacial

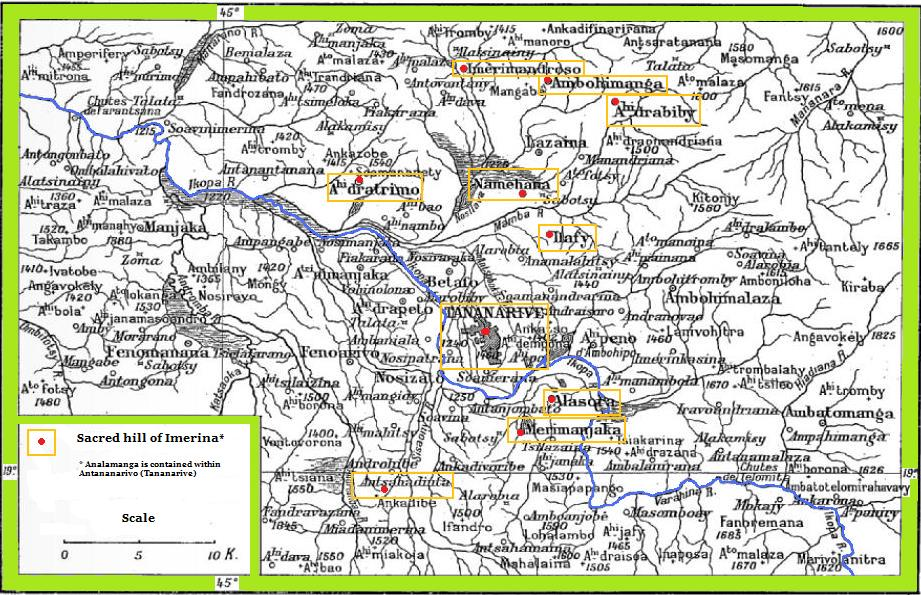
Montanhas sagradas de Imerina

Andriamanelo estabeleceu a primeira fortificação rova em sua capital, Alasora. Este palácio fortificado possuía recursos específicos - hadivory (fossos secos), hadifetsy (trincheiras defensivas) e vavahady (portões da cidade protegida por uma grande disco de pedra rolável, agindo como uma barreira) - que tornou a cidade mais resistente ao ataques dos Vazimba.
As políticas e táticas de Andrianjaka destacaram e aumentaram a separação entre o rei e seu povo. Ele transformou as divisões sociais em divisões espaciais, atribuindo cada clã a uma região geográfica específica dentro de seu reino
Andrianjaka unificou os principados sobre o que ele mais tarde designou como as doze colinas sagradas de Imerina em Ambohitratrimo, Ambohimanga, Ilafy, Alasora, Antsahadita, Ambohimanambony, Analamanga, Ambohitrabiby, Namehana, Ambohidrapeto, Ambohijafy e Ambohimandranjaka. Essas colinas tornaram-se e continuam sendo o coração espiritual de Imerina, que foi expandido mais de um século depois, quando Andrianampoinimerina redesignou as doze colinas sagradas para incluir vários sítios diferentes.
Sob Andriamasinavalona, o Reino de Imerina era composto por seis províncias (toko): Avaradrano, que constituía Antananarivo e terra ao nordeste da capital, incluindo Ambohimanga; Vakinisisaony, incluindo a terra ao sul de Avaradrano e sua capital em Alasora; Vonizongo ao noroeste de Antananarivo com sua capital na Fihaonana; Marovatana ao sul de Vonizongo, com sua capital em Ambohidratrimo; Ambodirano, ao sul de Marovatana, com a sua capital em Fenoarivo; e Vakinankaratra ao sul de Antananarivo com a sua capital em Betafo. Andrianampoinimerina reuniu essas províncias e acrescentou Imamo ao oeste, que foi descrito por alguns historiadores como tendo sido incorporado em Ambodirano, e por outros como separados dele; e Valalafotsy ao noroeste. Juntas, essas áreas constituem o território central, chamado justamente Imerina, a pátria do povo Merina.

## Organização Social

### Sistema de castas
Andriamanelo teria sido o primeiro a estabelecer formalmente o andriana como uma casta de nobres Merina, sentando assim as bases para uma sociedade estratificada e estruturada A partir deste ponto, o termo Hova foi usado para se referir apenas aos não-nobres, pessoas livres da sociedade que mais tarde seriam renomeados Merina pelo filho de Andriamanelo, Ralambo. As primeiras subdivisões da casta nobre andriana foram criadas quando Ralambo dividiu em quatro posições.
Andrianjaka foi o primeiro rei a ser enterrado no terreno da Rova de Antananarivo, seu túmulo formando o primeiro dos Fitomiandalana (sete túmulos colocados seguidos nas terras de Rova).Para comemorar sua grandeza, seus súditos ergueram uma pequena casa de madeira chamada "uma pequena casa sagrada" em cima de seu túmulo. Os futuros soberanos e nobres de Merina continuaram a construir casas de túmulos similares em seus túmulos até o século XIX.

### Religião
Andriamanelo é creditado com a introdução da astrologia (sikidy) em Imerina. O rito de circuncisão Merina, descrito por Bloch (1986) em grande detalhe, continuou a ser praticado pela monarquia de Merina até o final do século XIX, precisamente da maneira que as gerações de Andriamanelo estabeleceram pela primeira vez. Muitos elementos desses rituais continuam a formar parte das tradições da circuncisão das famílias Merina no século XXI. As origens dessas práticas podem ser rastreadas até a parte sudeste da ilha que os Hova haviam deixado para trás quando migraram para o planalto central. A astrologia, por exemplo, foi introduzida mais cedo na ilha através de contatos comerciais entre comunidades costeiras malgaxes e navegantes árabes.

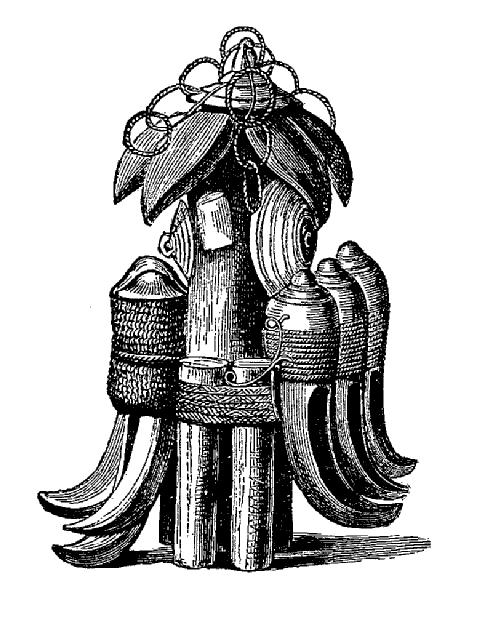
Cada sampy era formado a partir de diversos componentes.

Sob o filho de Andriamanelo, Ralambo, o soberano tornou-se imbuído de poder crescente para proteger o reino. Isto foi preservado ao homenagear os sampy tradicionais feitos de materiais naturais variados. Os amuletos e os ídolos chamados de ody ocuparam há muito tempo um lugar importante entre muitos grupos étnicos de Madagáscar, mas acreditava-se que eles ofereciam proteção apenas ao portador individual e eram objetos comuns de qualquer pessoa de escravos para reis. Depois que Ralambo recebeu um poderoso sampy chamado Kelimalaza que se distinguiu pela sua suposta capacidade de proteção para uma comunidade inteira, ele procurou e acumulou um total de doze pessoas de comunidades de Imerina que acreditavam ter tal qualidade. Esses sampy eram personificados - completos com uma personalidade distinta - e ofereciam sua própria casa com guardiões dedicados ao seu serviço. Ralambo transformou então a natureza da relação entre sampy e governante: enquanto anteriormente o sampy era sido visto como ferramentas à disposição dos líderes da comunidade, sob Ralambo tornaram-se protetores divinos da soberania do rei e a integridade do estado, que seria preservada através do seu poder, sob a condição de que a linha de soberanos assegurem que o sampy se mostrasse respeitado por eles. Ao colecionar os doze maiores sampy sendo um número sagrado na cosmologia de Merina - e transformando sua natureza, Ralambo fortaleceu o poder sobrenatural e a legitimidade da linha real de Imerina. A história oral conta vários casos em que a sampy foi levada à batalha, e os sucessos subsequentes e os milagres variados foram atribuídos a eles, incluindo várias vitórias principais contra saqueadores de Sakalava. A propagação de semelhantes sampy ao serviço de cidadãos menos poderosos aumentou em toda Imerina sob o governo de Ralambo: quase todos os chefes da aldeia, bem como muitas famílias comuns, possuíam um na sua posse e reivindicaram os poderes e a proteção que seus súditos comunais lhes ofereceram. Esses menores sampy foram destruídos ou reduzidos ao status de ody até o fim do reinado do filho de Ralambo, Andrianjaka, deixando oficialmente apenas doze sampy verdadeiramente poderosos (conhecido como sampin'andriana: o "Sampy Real") que estavam todos na posse do rei. Esses sampy reais, incluindo Kelimalaza, continuaram sendo adorados até sua suposta destruição em uma fogueira pela rainha Ranavalona II em sua conversão pública ao cristianismo em 1869.
Também começando sob Ralambo, o ritual de santificação do reino ocorreu durante o festival anual de fandroana no início de cada ano. Embora a forma precisa do feriado original não possa ser conhecida com certeza e suas tradições evoluíram ao longo do tempo, as contas do século XVIII e XIX fornecem uma visão do festival como era praticado naquela época. As fontes desses séculos indicam que todos os membros da família foram obrigados a reunir-se nas suas aldeias residenciais durante o período do festival. Esperava-se que membros da família afastados tentassem reconciliar. As casas foram limpas e reparadas e fossem adquiridos novos móveis e roupas. O simbolismo da renovação foi particularmente incorporado na permissividade sexual tradicional encorajada na véspera da fandroana (caracterizada pelos missionários britânicos do início do século XIX como uma "orgia") e o retorno da manhã seguinte à ordem social rígida com o soberano firmemente ao leme do reino. Nesta manhã, no primeiro dia do ano, um galo vermelho era tradicionalmente sacrificado e seu sangue costumava ungir o soberano e outros presentes na cerimônia. Depois, o soberano se banharia em água santificada, depois respingá-lo sobre os participantes para purificá-los e abençoá-los e garantir um início auspicioso para o ano. As crianças celebrariam a fandroana carregando tochas iluminadas e lanternas em uma procissão noturna através de suas aldeias. A carne de zebu comida ao longo do festival foi principalmente grelhada ou consumida como jaka, uma preparação reservada exclusivamente para este feriado. Esta delicadeza era feita durante o festival, selando a carne de zebu desgastada com o sebo em uma jarra decorativa de barro. A preservação seria então dada em um poço subterrâneo por doze meses para ser servido na fandroana do próximo ano.

### Costumes
A tradição matrimonial do vodiondry, ainda praticada até hoje em todo o planalto, é dito ter se originado com Andriamanelo. De acordo com a história oral, após o soberano ter contraído com sucesso um casamento com Ramaitsoanala, única filha do Rei Rabiby de Vazimba, Andriamanelo lhe enviou uma variedade de presentes, incluindo a carne de vodiondry dos quartos traseiros de uma ovelha, que ele acreditava ser a porção mais saborosa. O valor colocado neste corte de carne foi reafirmado por Ralambo que, ao descobrir a comestibilidade da carne de zebu, declarou o quartel traseiro de todo o Zebu abatido em todo o reino para ser o seu direito real. Desde o tempo de Andriamanelo para a frente, tornou-se uma tradição de casamento para o noivo oferecer vodiondry para a família da noiva. Ao longo do tempo, as ofertas habituais de carne foram cada vez mais substituídas por uma piastra simbólica, somas de dinheiro e outros presentes. Andriamanelo filho Ralambo é creditado com a introdução da tradição de poligamia em Imerina. Ele também introduziu a tradição da circuncisão e da família casamentos mistos (como entre o pai e o filho da mulher, ou entre meio-irmãos) entre os nobres de Merina, essas práticas já existiam entre alguns outros grupos étnicos malgaxe.
De acordo com a história oral, a instituição de longos períodos de luto formal para os soberanos falecidos em Imerina também pode ter começado com a morte de Andrianjaka. Ele foi sucedido por seu filho, Andriantsitakatrandriana..

## Organização política

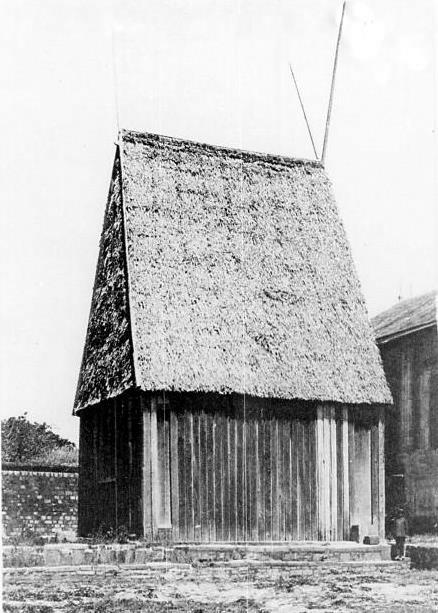
Besakana, Andrianjaka residência no Rova de Antananarivo

A linha de sucessão em Imerina usava um sistema chamado fanjakana arindra ("governo organizado"), , que foi estabelecido pelas mulheres nobres de Vazimba que criaram Andriamanelo, fundador da Imerina. Enquanto a Vazimba historicamente tendia a favorecer o domínio das rainhas, os Hova favoreceram os herdeiros do sexo masculino e o casamento entre os pais Vazimba e Hova de Andriamanelo produziu dois filhos e uma filha. Para evitar conflitos, a rainha decidiu que Andriamanelo herdaria a coroa contra a morte de sua mãe e não seria bem sucedida por seu próprio filho, mas por seu irmão mais novo. Este sistema de sucessão foi ordenado pelas rainhas a serem seguidos por todos os tempos, e também aplicado às famílias: em qualquer caso em que houvesse um filho mais velho e um menor, os pais designariam um filho maior para assumir a autoridade dentro da família após a morte deles, e essa autoridade seria entregue ao filho menor designado em caso de morte do filho mais velho Ralambo foi o primeiro soberano de Merina a praticar a poligamia, e sua segunda esposa foi a primeira a dar-lhe um filho. Enquanto seu filho mais novo, por sua primeira esposa, governava, Ralambo procurou aliviar o filho mais velho ao declarar que a coroa poderia, doravante, ser passada para um filho nascido do soberano reinante e uma princesa da linhagem familiar do filho mais velho Andriantompokoindrindra.
Acredita-se que a prática de santificar os soberanos de Merina falecidos tenha se originado com Ralambo.
Imerina foi inicialmente governada sob Andriamanelo da aldeia natal de sua mãe, Alasora. A capital foi transferida por seu filho Ralambo para Ambohidrabiby, localização da antiga capital de seu avô materno, o Rei Rabiby. Andrianjaka mudou sua capital de Ambohidrabiby para Ambohimanga ao subir ao trono por volta de 1610 ou 1612. As casas Besakana, Masoandrotsiroa e Fitomiandalana na Rova de Antananarivo foram preservadas e mantidas ao longo dos séculos por sucessivas gerações de soberanos de Merina, imbuindo as estruturas com profundo significado simbólico e espiritual. Como a residência de Andrianjaka, o Besakana foi particularmente significativo: o edifício original foi derrubado e reconstruído no mesmo desenho por Andriamasinavalona por volta de 1680, e novamente por Andrianampoinimerina em 1800, cada um dos quais habitava o edifício como residência pessoal. O Rei Radama I também habitou o prédio durante a maior parte do tempo na Rova, e em 1820 ele designou o prédio como o primeiro local a abrigar o que veio a ser conhecido como a Escola do Palácio, a primeira escola formal de estilo europeu em Imerina. Os soberanos eram entronizados neste edifício e seus restos mortais eram exibidos aqui antes do enterro, tornando Besakana "o espaço oficial do Estado para assuntos civis ... considerado o trono do reino."

### Defesa
Os primeiros guerreiros de Merina sob o primeiro rei de Imerina foram equipados com lanças com ponta de ferro, uma inovação creditada ao próprio Andriamanelo, que pode ter sido o primeiro entre os Hova a usar ferro ferrado desta maneira.

### Sistema de justiça
Andrianjaka impôs uma mudança intimidante à forma tradicional de justiça, o julgamento pela ordália: ao invés de administrar o veneno tangena ao galo de uma pessoa acusada para determinar sua inocência pela sobrevivência da criatura, o veneno, em vez disso, seria ingerido pelo próprio acusado.

## Economia e comércio
Andriamanelo foi o primeiro nas terras altas a transformar pântanos das terras baixas em arrozais irrigados através da construção de diques nos vales em torno de Alasora. Sob Andrianjaka, as planícies que cercam Antananarivo foram gradualmente transformadas em vastos arrozais produtores de excedentes. Essa conquista foi realizada através da mobilização de um grande número de sujeitos sãos para construir diques que permitiram o redirecionamento da água da chuva para inundações controladas de áreas plantadas.
Andrianjaka foi o primeiro líder da Merina a receber europeus por volta de 1620 e trocaram escravos em troca de armas e outras armas de fogo para ajudar na pacificação dos principados rivais, obtendo 50 armas e três barris de pólvora para equipar seu exército.

### Tecnologia
Andriamanelo é tradicionalmente creditado com a descoberta da técnica de chumaceira, forja de ferro e a construção e uso de pirogas. Embora essas tecnologias não tenham sido descobertas durante seu reinado, Andriamanelo pode ter estado entre os primeiros soberanos em Imerina a fazer uso em larga escala deles.